# 瓦西里一世 (莫斯科)
瓦西里一世·德米特里耶维奇（俄语：Василий I Дмитриевич，1371年—1425年2月），莫斯科大公（1389年~1425年在位）。
瓦西里一世是莫斯科大公德米特里·顿斯科伊的长子，母亲为苏兹达尔大公德米特里·康斯坦丁诺维奇之女叶芙多基娅。他在继承莫斯科大公公位同时也继承了弗拉基米尔大公的头衔（根据德米特里·顿斯科伊的决定）。
瓦西里一世在位时期，金帐汗国持续衰弱，使瓦西里一世就好像俄罗斯内定的君主一样；但立陶宛大公向东不断的扩张，却成为莫斯科大公国的最大问题。瓦西里一世小心地处理与这两国之间的关系：他用重金收买蒙古贵族和金帐汗，使他们同意把一些公国并入莫斯科；同时，又于1392年与立陶宛结盟，以防范蒙古人。但这个联盟是徒有虚名的，因为立陶宛大公維陶塔斯企图兼并更多俄国土地。
瓦西里一世继续实行以莫斯科为中心、统一全俄罗斯的政策。1392年，他在金帐汗的同意下将下诺夫哥罗德和穆罗姆两公国兼并。1397年至1398年，瓦西里一世又兼并了别热茨克山、沃洛格达、乌斯丘格和科米人的土地。随着大公权力的加强，瓦西里一世推行了中央集权化的策略。他剥夺了大封建主的一些最重要的司法权力，而把它们转交给由大公本人任命的总督或州长。
由于莫斯科大公国力量的增长，与蒙古人的关系变得不再稳定。1391年和1395年中亚征服者帖木儿两次大败金帐汗国后，瓦西里一世一度停止了对金帐汗国的纳贡。但1408年新的蒙古领袖也迪古（此人打败了原来的金帐汗脱脱迷失并实际控制了全部汗国领地，但从不曾自称汗）突袭了俄罗斯，焚毁了包括下诺夫哥罗德、戈罗杰茨、罗斯托夫在内的许多城市；瓦西里一世因此于1412年恢复了对汗国的纳贡。
1403年至1404年，立陶宛大公维托夫特（他已是瓦西里一世的岳父）向东出击，吞并了俄国城市维亚兹马和斯摩棱斯克。但瓦西里一世还是在临死前托付维托夫特保护他年仅10岁的儿子瓦西里二世。

## 家庭
瓦西里一世的妻子是立陶宛大公维托夫特的女儿索菲娅。他们有9个孩子，很多没有活到成年。这些子女是：
- 安娜·瓦西里耶芙娜，嫁给了拜占廷帝国皇帝约翰八世；
- 尤里·瓦西里耶维奇，夭折；
- 伊凡·瓦西里耶维奇，戈罗杰茨王公；
- 安纳斯塔西娅·瓦西里耶芙娜；
- 丹尼尔·瓦西里耶维奇，夭折；
- 瓦西里莎·瓦西里耶芙娜，嫁给了苏兹达尔王公；
- 谢苗·瓦西里耶维奇，夭折；
- 玛丽娅·瓦西里耶芙娜；
- 瓦西里二世·瓦西里耶维奇，继承大公公位。

## 资料来源
- 《苏联历史百科全书·人物卷》，1961~1973，中文版196页

| 瓦西里一世 (莫斯科) 留里克王朝出生于：1371年逝世於：1425年2月 | 瓦西里一世 (莫斯科) 留里克王朝出生于：1371年逝世於：1425年2月 | 瓦西里一世 (莫斯科) 留里克王朝出生于：1371年逝世於：1425年2月 |
| 統治者頭銜                                                    | 統治者頭銜                                                    | 統治者頭銜                                                    |
| ------------------------------------------------------------- | ------------------------------------------------------------- | ------------------------------------------------------------- |
| 前任： 德米特里·伊凡諾維奇                                    | 莫斯科大公 1389年-1425年                                      | 繼任： 瓦西里二世                                             |
| 前任： 盧格維尼                                               | 諾夫哥羅德王公 1408年-1425年                                  | 繼任： 瓦西里二世                                             |